# Ophiurothamnus excavatus
Ophiurothamnus excavatus är en ormstjärneart som beskrevs av Jean Baptiste François René Koehler 1922. Ophiurothamnus excavatus ingår i släktet Ophiurothamnus och familjen knotterormstjärnor. Inga underarter finns listade i Catalogue of Life.